# Цедеркрейц
Цедеркрейц (швед. Cedercreutz; правильно — Седеркрёйц) — баронский род. 

## Происхождение и история рода
Происходит от вестманландского губернатора Юнаса Фолькерна (швед. Jonas Folkern‎; 1661—1727), возведённого в баронское достоинство шведской королевой Ульрикой Элеонорой в 1719 г.
Приёмный сын Юнаса, Герман Цедеркрейц (1684—1754), был шведским посланником в Санкт-Петербурге. Его потомки с 1809 г. состояли в русском подданстве. Один из них, Аксель-Рейнгольд, в 1818 г. был внесён в матрикул рыцарского дома Великого княжества Финляндского.

## Описание герба
по Долгорукову
Щит разделен золотым крестом на четыре части. В 1-й и 4-й частях в голубом поле, три серебряных утёса, с каждого из которых течёт ручей, и над ними серебряный полумесяц, рогами вверх. Во 2-й и 3-й частях, в серебряном поле, от правого верхнего угла к нижнему левому диагональная красная пoлoca, на кoторой золотой крест между двумя серебряными четырёхугольниками.
Посреди герба щиток с гербом, пожалованным Карлом XII Ионе Цедеркрейцу, при возведении его в дворянское достоинство: в голубой главе серебряных лилии; в серебряном поле три диагональных голубых полосы, справа налево.
На repбе баронская корова, и по бокам её два шлема с баронскими же коронами; из правого шлема выходит вправо обращенный лев, и держит в правой лапе кедровую ветвь; из левого шлема выходит серебряный столб с дворянской на нём короной; вокруг столба обвился серебряный змий, а за столбом видны, крестообразно две ветви, кедровая и пальмовая. Намёт на щите золотой и серебряный, подложенный голубым. Щит держат два тигра.